# Lonnie Wright
Lawrence Wright, detto Lonnie (Newark, 23 gennaio 1944 – South Orange, 23 marzo 2012), è stato un cestista e giocatore di football americano statunitense, professionista nella ABA e nella NFL.

## Carriera
Venne selezionato dai St. Louis Hawks al sesto giro del Draft NBA 1966 (54ª scelta assoluta).